# ینی حیات (شمکور)
ینی حیات (به لاتین: Yeni Həyat) یک منطقه مسکونی در جمهوری آذربایجان است که در شهرستان شمکور واقع شده‌است. ینی حیات ۳۴۹۰ نفر جمعیت دارد.